# سفارة صربيا في ألمانيا
سفارة صربيا في ألمانيا هي أرفع تمثيل دبلوماسي لدولة صربيا لدى ألمانيا. تقع السفارة في برلين وهي تهدف لتعزيز المصالح الصربية في ألمانيا.

## وصلات خارجية
- الموقع الرسمي
- قائمة سفارات صربيا
- قائمة السفارات في ألمانيا